# Alessandro Ghibellini
Alessandro Ghibellini (Genova, 15 ottobre 1947) è un ex pallanuotista italiano, vincitore di una medaglia d'argento alle olimpiadi di Montreal 1976 e di una medaglia d'oro ai Campionati mondiali di pallanuoto di Berlino 1978.
Lega la sua carriera con la Pro Recco, dove conquista dieci scudetti e una Coppa dei Campioni, per poi concluderla al Genova. Con la nazionale ha conquistato anche una medaglia di bronzo ai Campionati mondiali di Cali 1975.
È il padre di Alberto, a sua volta ex pallanuotista di alto livello.